# Російський Добровольчий Полк «Варяг»
Російський Добровольчий Полк СС «Варяг» — військове з'єднання СС, сформоване з етнічних росіян-добровольців. Брав участь у боротьбі з югославськими партизанами.

## Формування батальйону
У травні 1942 р. в Белграді почав формуватися добровольчий батальйон СС для десантної операції в районі Новоросійська. Сформований батальйон чисельністю 600 осіб з російських добровольців не був відправлений на Східний фронт, а, починаючи з вересня 1942 р., використовувався в боротьбі з югославськими партизанами. У цей час командир батальйону гауптштурмфюрер СС М. А. Семенов був викликаний у Німеччину для участі у формуванні російських добровольчих частин особливого призначення. Постачання батальйону здійснювалось через Головне управління СС, а в оперативному відношенні він підпорядковувався командуванню армійської групи Вермахту. До складу штабу увійшли такі офіцери: М. Чухнов, Гринєв, Остерман, Е. П. Лавров. Сам штаб розташовувався в «Палас-готелі» в Белграді. У 1943 році Семенов здав командування батальйоном німецькому офіцеру та вирушив до Німеччини формувати російські частини особливого призначення.

## Розгортання у полк
У кінці 1944 р. у Словенії почалося розгортання батальйону в полк СС «Варяг» із залученням росіян-добровольців. Один із батальйонів полку формувався в Сілезії з військовополонених росіян. Загальна чисельність полку була 2500 осіб. А. І. Делівніч, що брала участь у вербуванні особового складу полку у Відні так описала цей процес: 
|                  | Вербувальники відвідували вокзали, бомбосховища, ходили по місцях, де велися розкопки розбомлених будинків, дослухаючись, чи не чутно російської мови, навіть на кладовища, де полонені "івани" копали братські могили для невідомих, що загинули від бомб. А бомбардування траплялися регулярно, кожен день |
| — А. І. Делівніч | |

Поповнення відправлялося в Любляну (тоді Лайбах), де розташовувався перший полк «Варяг». Один із батальйонів полку формувався в Сілезії, де німецьким комендантом був оберштурмбаннфюрер СС Курек. Командиром полку був призначений М. А. Семенов. Організаційно полк увійшов до складу військового з'єднання генерал-майора Туркала, що номінально був частиною РОА, номінально полк був частиною зройних сил КОНР. Полк регулярно відвідували представники білоемігрантського руху.

## Повоєнна доля
У 1945 році з бійцями Російського корпусу полк відступив в ар'єргарді Вермахту під ударами НВАЮ. Після капітуляції Німеччини особовий склад полку був переведений на південь Італії, звідти частина бійців була видана радянській стороні, а решта — партизанам Тіто. Тільки невелика група бійців, яка приєдналася в останні дні війни до Російського корпусу, уникла такої долі.